# معركة غيوك تيبي
معركة غيوك تيبي في عام 1881 كانت الحدث الرئيسي في الحملة الروسية 1880/81 لاحتلال تركمان التكية. وكان تأثيرها أن مكنت الإمبراطورية الروسية من السيطرة على معظم ما يعرف الآن تركمانستان، وبالتالي الانتهاء تقريبا من الغزو الروسي لآسيا الوسطى.
المعركة تسمي أيضا دنجل تيبي. المصادر متضاربة، ولكن دنجل تيبي يبدو أنه اسم القلعة وأيضا اسم تلة صغيرة أو تومولوس في الركن الشمالي الغربي من القلعة. غيوك تيبي ('التل الأزرق') يبدو أنها تشير إلى المنطقة العامة في المدينة الحديثة، قرية قريبة وجبل إلى الجنوب. يقول سكرين أن القلعة يتجاوز ميل مربع أو أكثر، مع الجدران الطينية 18 قدم سميكة و 10 أقدام عالية في الداخل و 4 أقدام الخندق الجاف في الخارج، على الرغم من إعطاء أبعاد أخرى. كانت المنطقة جزءا من واحة أكحل فيها تيارات متدفقة من جبل كوبيت داغ لدعم الري والزراعة. وكان يسكنها القبيلة التركمانية تكية.

## الحملة والحصار
بعد هزيمة القوات الروسية في عام 1879 بدأت روسيا تعد خطة لحملة جديدة. المشكلة الأساسية كانت توصيل الإمدادات حيث أكحل تيكي كان واحة تحيط بها عدة مئات من الأميال شبه الصحراوية. في مارس 1880 تم تعيين ميخائيل سكوبيليف المسؤول عن منطقة بحر قزوين. واعتمد خطة لازاريف الأصلية للتقدم البطيء والكبير. بدلا من خوجا كالي اختار قاعدة في بامي على الجانب الشمالي من كوبيت داغ. في مرحلة ما قرر أن يحتل غيوك تيبي عن طريق الحصار بدلا من الاقتحام. ووصل إلى شيكيسليار في مايو، تقدم في نهري أترك وسومبار وبحلول 11 يونيو احتل بامي. الامداد كان بطيئا ويرجع ذلك جزئيا إلى نقص الإبل. في يوليو قام بالاستطلاع الدقيق لغيوك تيبي. بحلول النصف الأول من ديسمبر كان لديه ما يكفي من الرجال واللوازم وانتقلت إلى احتلال حصن أطلق عليه اسم 'سمور' بضعة أميال غرب غيوك تيبي. في 27 ديسمبر وصل أليكسي كوروباتكين مع 5 سريات بعد أن قدمت مسيرة عسكرية مهيبة عبر الصحراء من خيوة. بحلول نهاية الشهر كان يملك سكوبيليف 4020 من المشاة و 750 من الفرسان وكذلك المدفعية والصواريخ وعدة رشاشات وهليوجرافات للاتصالات. حوالي 40000 تركماني كان يعتقد أنهم في المنطقة. في 1 يناير 1881 احتل يانغي-كالا جنوب الحصن للسيطرة على إمدادات المياه وفي اليوم التالي اختار الركن الجنوبي الشرقي كنقطة هجوم وفي اليوم التالي نقل المخيم الرئيسي إلى يانغي-كالا. في 4-8 يناير تم بناء حوالي 700 ياردة من الحصن ومع التوازي بدأ بالثاني. ولحماية هذا تم إرسال مفرزة للقبض على حصن صغيرة في الشمال وقُتل الجنرال بيتروشيفيتش بعد التسرع في البوابة. قامت التركمان بطلعات جوية في 9 و 11 و 16. وكانت هذه ناجحة إلى حد كبير، ولكن كلف ذلك الكثير من الضحايا وسط التركمان. وتم نقل المخيم مرتين شمالا لتسهيل التعامل مع الطلعات الجوية. لم يكن لدى الروس سوى ما يكفي من الرجال لممارسة خط الحصار في الركن الجنوبي الشرقي، وعادة ما سمح للتركمان بالتحرك داخل وخارج الجانب الشمالي من القلعة. وفي 18 يناير، بدأ عمل منجم على الجانب الجنوبي الشرقي، وبعد يومين، قامت المدفعية بصنع خرقا في الجدار الجنوبي الذي تم إصلاحه بسرعة. في 23 يناير تم الانتهاء من المنجم وتحميله مع 2600 رطل من مسحوق.

## المعركة

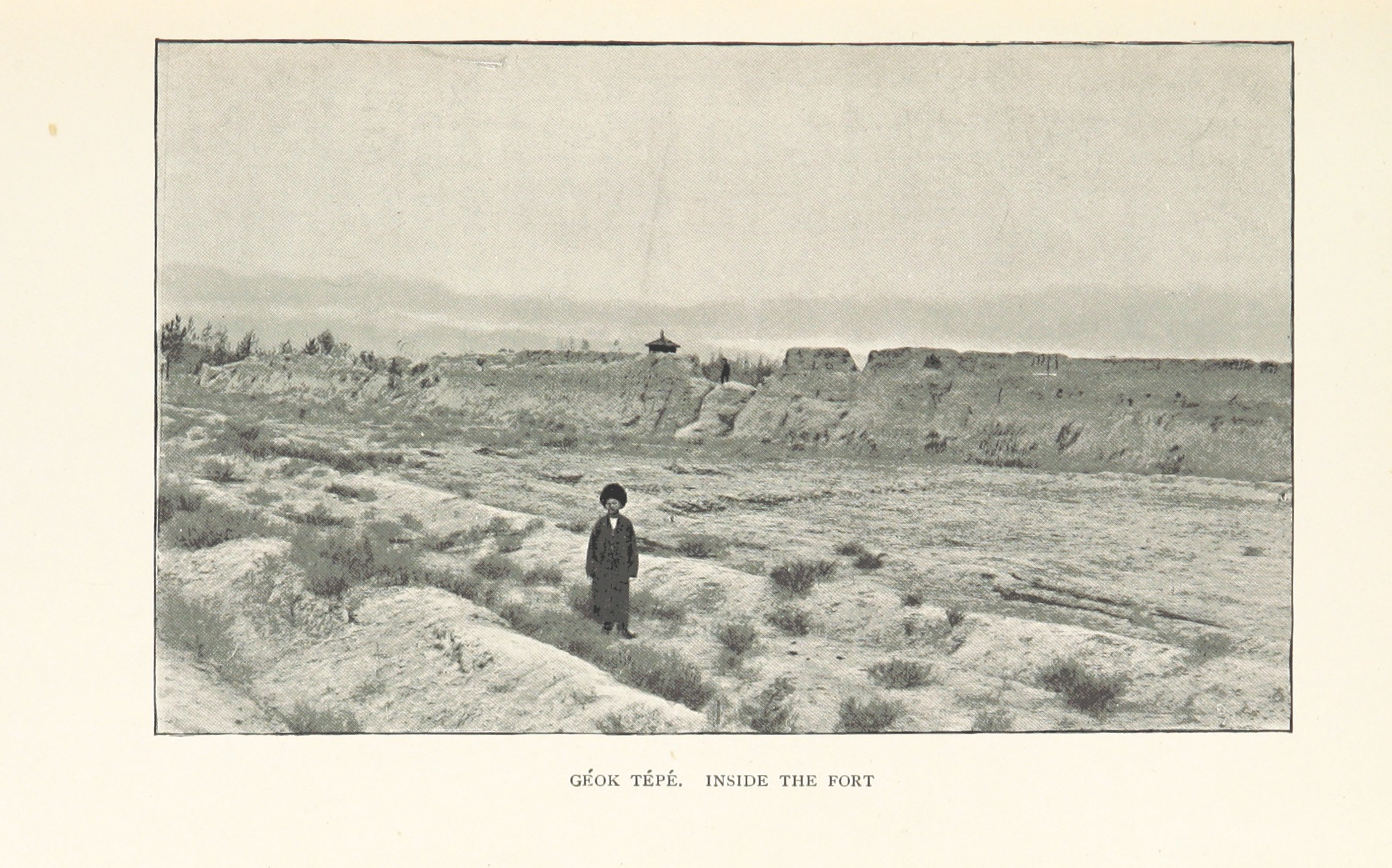
حطام القلعة

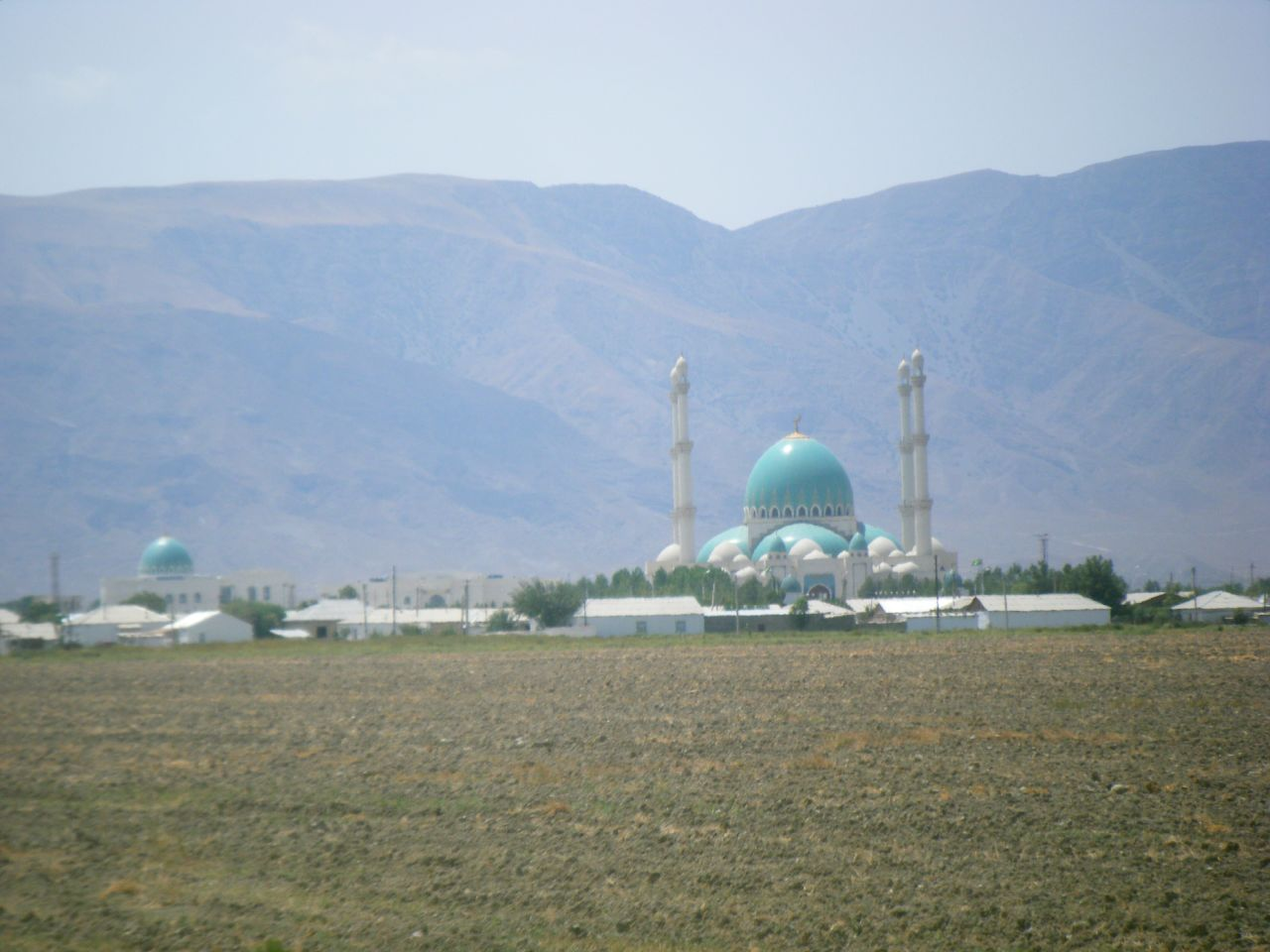
ساحة المعركة، المسجد التذكاري وجبل كوبيت داغ في الخلفية

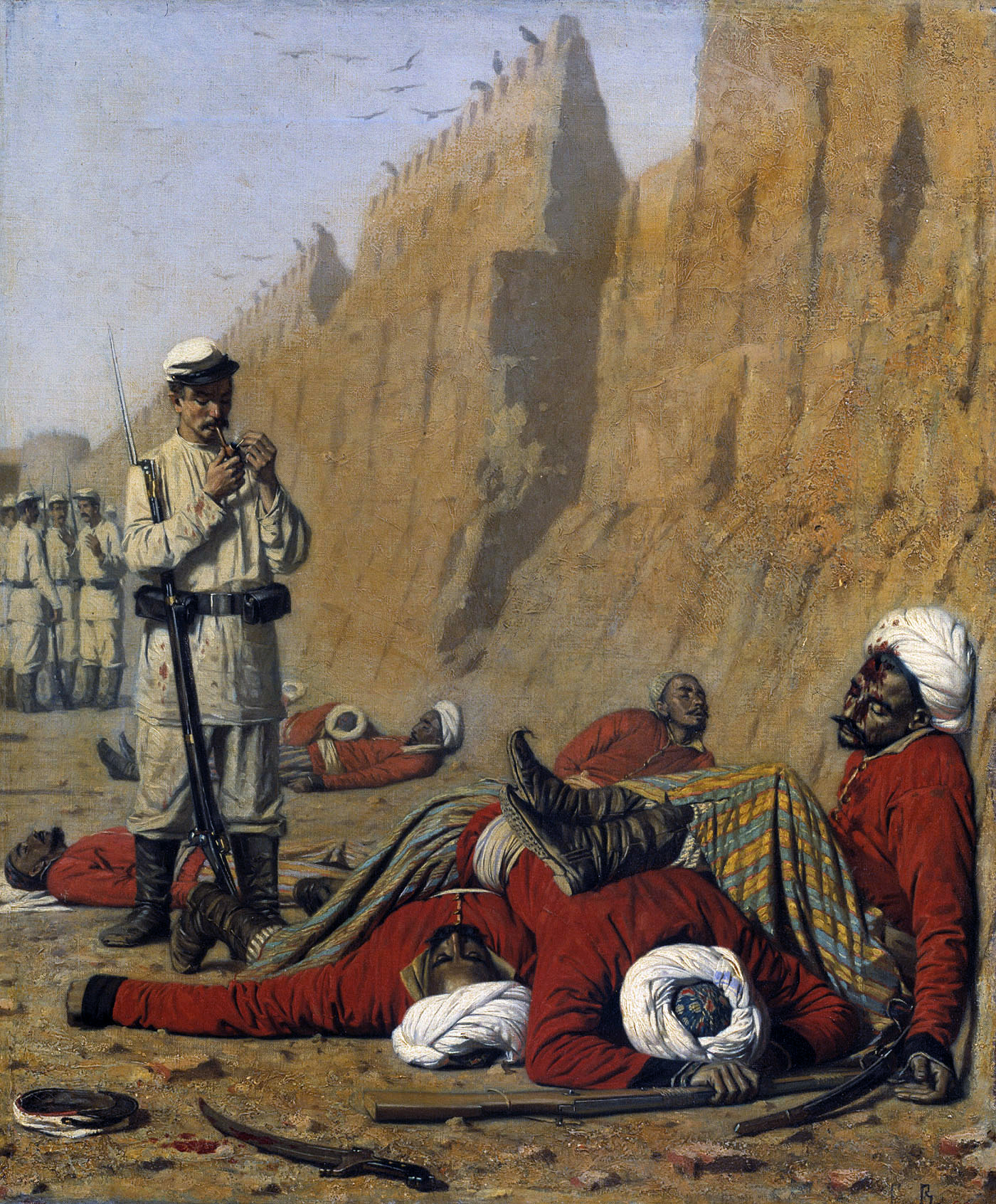
لوحة "بعد الهزيمة" رسمها فيريشاجين

بدأ الهجوم في الساعة 7 صباحا يوم 24 يناير. فتحت كل المدفعية وبدأت المدفعية الجنوبية لإعادة فتح الخرق الجنوبي. على الجانب الغربي قاموا بهجوم تضليلي للاستيلاء علي الحصن. والمنجم انفجر في الساعة 11:20 صباحا وصنع خرق 140 قدم في الجدار. قاد كوروباتكين إحدي عشر ونصف سرية في الخرق التي تم اتخاذه. في نفس الوقت قاد كوزيلكوف ثماني سريات في الخرق الجنوبي، والتي تأثيرها صغير جدا.ثم توقفوا والخرق تم اقتحامه فقط عندما الامدادات وصلت، وقد ربطت المجموعتان باتباع التعليمات، بدأت ترسخ نفسها. وفي الوقت نفسه، قامت المجموعة الغربية بتحجيم الجدار. ونظرا لهذا النجاح، وجه سكوبيليف الأوامر وأمر بتقدم عام. وبحلول فترة ما بعد الظهيرة، تم الاستيلاء علي التل في الركن الشمالي الغربي، وكان التركمان يفرون فوق الجدار الشمالي، يتبعهم سلاح الفرسان. واستمرت عملية السير لمسافة 16 كيلومترا ولم تتوقف إلا بسبب حلول الليل.

## بعد المعركة
وبالنسبة لمعركة اليوم الأخير أعلن سكوبيليف 59 قتيلا و 304 جريح و 85 إصابة طفيفة. لشهر يناير «ضابط هندي» ذكر أنه 1108 روسي قتلوا وجرحوا من حوالي 5000 ممن شاركوا. وبلغت الذخائر التي أنفقت 287,314 رصاصة و 5,864 قذيفة مدفعية و 224 صاروخا (فترة زمنية غير مؤكدة). وتوفي الآلاف من الإبل المحملة خلال الحملة. وقدرت خسائر التركمان بحوالى 20 الف. في 30 يناير انتقل الروس 28 ميلا إلى الجنوب الشرقي واحتلوا عشق أباد التي كانت مكان صغير إلى حد ما. ولم يتمكنوا من الذهاب إلى أبعد من ذلك بسبب الخسائر الفادحة ونقص الإمدادات. تمت إزالة سكوبيليف من القيادة، ربما بسبب الذبح المفرط للمدنيين. في 6 مايو 1881، وتم إعلان منطقة ترانس كاسبيا (شرق بحر قزوين) أوبلاست (مقاطعة) للإمبراطورية الروسية تحت حكم النائب في القوقاز. في سبتمبر وقعت بلاد فارس على «معاهدة آخال» لإضفاء الطابع الرسمي على نهر أترك كحدود. وكانت التحركات الروسية التالية هي احتلال مرو الشاهجان في عام 1884 وحادثة بنجه في عام 1885. في التسعينات تم بناء مسجد لتخليد ذكري الحصار والمدافعين عن القلعة. وفي تركمانستان، تذكر المعركة بأنها يوم وطني للحداد، وكثيرا ما يشار إلى المقاومة باعتبارها مصدرا للاعتزاز الوطني.
وتقول الفقرة الأخيرة من تقرير سكوبيليف الرسمي: «بعد الاستيلاء على القلعة، دفن 6500 جثة داخله، أثناء السعي إلى مقتل 8,000 شخص». في الصفحة السابقة كتب: «في هذا السعي من قبل الفرسان والقوزاق... القتل من كلا الجنسين بلغ 8,000 شخص».